# Boghal
Boghal (ou Bogal) est une localité du Sénégal, située dans le département de Bounkiling et la région de Sédhiou, dans le sud du pays.
C'est le chef-lieu de l'arrondissement de Boghal depuis la création de celui-ci par un décret du 10 juillet 2008.